# Cadre-47/2-Europameisterschaft 1999

Logo CEB (ausrichtender Verband)

Die Cadre-47/2-Europameisterschaft 1999 war das 53. Turnier in dieser Disziplin des Karambolagebillards und fand vom 26. bis zum 30. Mai 1999 in Venlo, in der niederländischen Provinz Limburg statt. Es war die 19. Cadre-47/2-Europameisterschaft in den Niederlanden.

## Geschichte
Mit dem ersten französischen Doppelsieg bei Cadre 47/2-Europameisterschaften endete das Turnier in Venlo. Seine erste internationale Medaille gewann der Bochumer Thomas Nockemann, der mit Dave Christiani Dritter wurde.

## Modus
Gespielt wurden zwei Vorqualifikationen. Die erste mit 6 Gruppen à 3 Spielern, danach eine zweite Vorqualifikation mit 6 Gruppen à 3 Spielern. Hier wurde jeweils bis 200 Punkte gespielt. Dann gab es eine Hauptqualifikation mit 7 Gruppen à 3 Spielern. Hier wurde bis 250 Punkte gespielt. Davon qualifizierten sich die sieben Gruppensieger und der beste Zweitplatzierte für das Hauptturnier. Es wurde zwei Gruppen à vier Spieler gebildet. Die beiden Gruppenbesten qualifizierten sich für die KO-Runde. Hier wurde bis 300 Punkte gespielt. Platz drei wurde nicht ausgespielt.
Die Qualifikationsgruppen wurden nach Rangliste gesetzt. Es gab außer dem Titelverteidiger keine gesetzten Spieler mehr für das Hauptturnier.
1. MP = Matchpunkte
2. GD = Generaldurchschnitt
3. HS = Höchstserie

## Qualifikation
| MP    | Match Points (Sieger = 2; Unentschieden = 1; Verlierer = 0) |
| Pkte. | Erzielte Karambolagen                                       |
| Aufn. | Benötigte Versuche                                          |
| GD    | Generaldurchschnitt                                         |
| BED   | Bester Einzeldurchschnitt eines Spielers                    |
| HS    | Höchstserie                                                 |
|       | Bester GD des Turniers                                      |
|       | Bester ED des Turniers                                      |
|       | Beste HS des Turniers                                       |
|       | 1. Platz (Gold)                                             |
|       | 2. Platz (Silber)                                           |
|       | 3. Platz (Bronze)                                           |

### Vor-Vor-Qualifikation
| Abschlusstabelle Gruppe A | Abschlusstabelle Gruppe A | Abschlusstabelle Gruppe A | Abschlusstabelle Gruppe A | Abschlusstabelle Gruppe A | Abschlusstabelle Gruppe A | Abschlusstabelle Gruppe A | Abschlusstabelle Gruppe A | Abschlusstabelle Gruppe A |
| Platz                     | Name                      | MP                        | Pkte                      | Aufn.                     | GD                        | BED                       | HS                        |                           |
| ------------------------- | ------------------------- | ------------------------- | ------------------------- | ------------------------- | ------------------------- | ------------------------- | ------------------------- | ------------------------- |
| 1                         | Wim van Deventer          | 4:0                       | 400                       | 37                        | 10,81                     | 16,66                     | 94                        |                           |
| 2                         | Gerhard Huber             | 2:2                       | 294                       | 24                        | 12,25                     | 16,66                     | 96                        |                           |
| 3                         | Arnd Riedel               | 0:4                       | 267                       | 37                        | 7,21                      | –                         | 60                        |                           |

| Abschlusstabelle Gruppe B | Abschlusstabelle Gruppe B | Abschlusstabelle Gruppe B | Abschlusstabelle Gruppe B | Abschlusstabelle Gruppe B | Abschlusstabelle Gruppe B | Abschlusstabelle Gruppe B | Abschlusstabelle Gruppe B | Abschlusstabelle Gruppe B |
| Platz                     | Name                      | MP                        | Pkte                      | Aufn.                     | GD                        | BED                       | HS                        |                           |
| ------------------------- | ------------------------- | ------------------------- | ------------------------- | ------------------------- | ------------------------- | ------------------------- | ------------------------- | ------------------------- |
| 1                         | Esteve Mata               | 4:0                       | 400                       | 17                        | 23,53                     | 33,33                     | 110                       |                           |
| 2                         | Patrick Janssen           | 2:2                       | 259                       | 14                        | 18,50                     | 25,00                     | 110                       |                           |
| 3                         | Gerrit de Boer            | 0:4                       | 132                       | 19                        | 6,94                      | –                         | 43                        |                           |

| Abschlusstabelle Gruppe C | Abschlusstabelle Gruppe C | Abschlusstabelle Gruppe C | Abschlusstabelle Gruppe C | Abschlusstabelle Gruppe C | Abschlusstabelle Gruppe C | Abschlusstabelle Gruppe C | Abschlusstabelle Gruppe C | Abschlusstabelle Gruppe C |
| Platz                     | Name                      | MP                        | Pkte                      | Aufn.                     | GD                        | BED                       | HS                        |                           |
| ------------------------- | ------------------------- | ------------------------- | ------------------------- | ------------------------- | ------------------------- | ------------------------- | ------------------------- | ------------------------- |
| 1                         | Hans Klok                 | 4:0                       | 400                       | 25                        | 16,00                     | 18,18                     | 61                        |                           |
| 2                         | Sjors van Ginneken        | 2:2                       | 312                       | 18                        | 17,33                     | 28,57                     | 113                       |                           |
| 3                         | Markus Melerski           | 0:4                       | 248                       | 21                        | 11,80                     | –                         | 60                        |                           |

| Abschlusstabelle Gruppe D | Abschlusstabelle Gruppe D | Abschlusstabelle Gruppe D | Abschlusstabelle Gruppe D | Abschlusstabelle Gruppe D | Abschlusstabelle Gruppe D | Abschlusstabelle Gruppe D | Abschlusstabelle Gruppe D | Abschlusstabelle Gruppe D |
| Platz                     | Name                      | MP                        | Pkte                      | Aufn.                     | GD                        | BED                       | HS                        |                           |
| ------------------------- | ------------------------- | ------------------------- | ------------------------- | ------------------------- | ------------------------- | ------------------------- | ------------------------- | ------------------------- |
| 1                         | Frans van Hoey            | 2:2                       | 363                       | 13                        | 27,92                     | 40,00                     | 151                       |                           |
| 2                         | Gerrit van Beek           | 2:2                       | 321                       | 18                        | 17,83                     | 25,00                     | 97                        |                           |
| 3                         | Rudy Henry                | 2:2                       | 232                       | 15                        | 15,46                     | 20,00                     | 77                        |                           |

| Abschlusstabelle Gruppe E | Abschlusstabelle Gruppe E | Abschlusstabelle Gruppe E | Abschlusstabelle Gruppe E | Abschlusstabelle Gruppe E | Abschlusstabelle Gruppe E | Abschlusstabelle Gruppe E | Abschlusstabelle Gruppe E | Abschlusstabelle Gruppe E |
| Platz                     | Name                      | MP                        | Pkte                      | Aufn.                     | GD                        | BED                       | HS                        |                           |
| ------------------------- | ------------------------- | ------------------------- | ------------------------- | ------------------------- | ------------------------- | ------------------------- | ------------------------- | ------------------------- |
| 1                         | René Luysterburg          | 4:0                       | 400                       | 8                         | 50,00                     | 100,00                    | 183                       |                           |
| 2                         | Wiljan ven den Heuvel     | 2:2                       | 333                       | 9                         | 37,00                     | 66,66                     | 192                       |                           |
| 3                         | Thomas Schioler           | 0:4                       | 56                        | 5                         | 11,20                     | –                         | 34                        |                           |

| Abschlusstabelle Gruppe F | Abschlusstabelle Gruppe F | Abschlusstabelle Gruppe F | Abschlusstabelle Gruppe F | Abschlusstabelle Gruppe F | Abschlusstabelle Gruppe F | Abschlusstabelle Gruppe F | Abschlusstabelle Gruppe F | Abschlusstabelle Gruppe F |
| Platz                     | Name                      | MP                        | Pkte                      | Aufn.                     | GD                        | BED                       | HS                        |                           |
| ------------------------- | ------------------------- | ------------------------- | ------------------------- | ------------------------- | ------------------------- | ------------------------- | ------------------------- | ------------------------- |
| 1                         | Wim Maarsman              | 3:1                       | 400                       | 18                        | 22,22                     | 28,57                     | 130                       |                           |
| 2                         | Gunther Vastré            | 2:2                       | 302                       | 19                        | 15,89                     | 25,00                     | 63                        |                           |
| 3                         | Jean Francois Florent     | 1:3                       | 382                       | 15                        | 25,46                     | 28,57                     | 138                       |                           |

### Vor-Qualifikation
| Abschlusstabelle Gruppe A | Abschlusstabelle Gruppe A | Abschlusstabelle Gruppe A | Abschlusstabelle Gruppe A | Abschlusstabelle Gruppe A | Abschlusstabelle Gruppe A | Abschlusstabelle Gruppe A | Abschlusstabelle Gruppe A | Abschlusstabelle Gruppe A |
| Platz                     | Name                      | MP                        | Pkte                      | Aufn.                     | GD                        | BED                       | HS                        |                           |
| ------------------------- | ------------------------- | ------------------------- | ------------------------- | ------------------------- | ------------------------- | ------------------------- | ------------------------- | ------------------------- |
| 1                         | René Luysterburg          | 4:0                       | 400                       | 9                         | 44,44                     | 50,00                     | 105                       |                           |
| 2                         | Jordi Amell               | 2:2                       | 274                       | 8                         | 34,25                     | 50,00                     | 126                       |                           |
| 3                         | Fabio Venditelli          | 0:4                       | 63                        | 9                         | 7,00                      | –                         | 24                        |                           |

| Abschlusstabelle Gruppe B | Abschlusstabelle Gruppe B | Abschlusstabelle Gruppe B | Abschlusstabelle Gruppe B | Abschlusstabelle Gruppe B | Abschlusstabelle Gruppe B | Abschlusstabelle Gruppe B | Abschlusstabelle Gruppe B | Abschlusstabelle Gruppe B |
| Platz                     | Name                      | MP                        | Pkte                      | Aufn.                     | GD                        | BED                       | HS                        |                           |
| ------------------------- | ------------------------- | ------------------------- | ------------------------- | ------------------------- | ------------------------- | ------------------------- | ------------------------- | ------------------------- |
| 1                         | John van der Stappen      | 4:0                       | 400                       | 15                        | 26,66                     | 28,57                     | 114                       |                           |
| 2                         | Esteve Mata               | 2:2                       | 375                       | 8                         | 46,87                     | 200,00                    | 200                       |                           |
| 3                         | Xavier Carrer             | 0:4                       | 194                       | 9                         | 21,55                     | –                         | 96                        |                           |

| Abschlusstabelle Gruppe C | Abschlusstabelle Gruppe C | Abschlusstabelle Gruppe C | Abschlusstabelle Gruppe C | Abschlusstabelle Gruppe C | Abschlusstabelle Gruppe C | Abschlusstabelle Gruppe C | Abschlusstabelle Gruppe C | Abschlusstabelle Gruppe C |
| Platz                     | Name                      | MP                        | Pkte                      | Aufn.                     | GD                        | BED                       | HS                        |                           |
| ------------------------- | ------------------------- | ------------------------- | ------------------------- | ------------------------- | ------------------------- | ------------------------- | ------------------------- | ------------------------- |
| 1                         | Thomas Nockemann          | 2:2                       | 377                       | 3                         | 125,66                    | 200,00                    | 200                       |                           |
| 2                         | Hans Klok                 | 2:2                       | 351                       | 7                         | 50,14                     | 100,00                    | 200                       |                           |
| 3                         | Fonsy Grethen             | 2:2                       | 296                       | 6                         | 49,66                     | 40,00                     | 98                        |                           |

| Abschlusstabelle Gruppe D | Abschlusstabelle Gruppe D | Abschlusstabelle Gruppe D | Abschlusstabelle Gruppe D | Abschlusstabelle Gruppe D | Abschlusstabelle Gruppe D | Abschlusstabelle Gruppe D | Abschlusstabelle Gruppe D | Abschlusstabelle Gruppe D |
| Platz                     | Name                      | MP                        | Pkte                      | Aufn.                     | GD                        | BED                       | HS                        |                           |
| ------------------------- | ------------------------- | ------------------------- | ------------------------- | ------------------------- | ------------------------- | ------------------------- | ------------------------- | ------------------------- |
| 1                         | Freek Ottenhof            | 4:0                       | 400                       | 5                         | 80,00                     | 100,00                    | 197                       |                           |
| 2                         | David Jacquet             | 2:2                       | 264                       | 13                        | 20,30                     | 18,18                     | 105                       |                           |
| 3                         | Wim van Deventer          | 0:4                       | 233                       | 14                        | 16,64                     | –                         | 71                        |                           |

| Abschlusstabelle Gruppe E | Abschlusstabelle Gruppe E | Abschlusstabelle Gruppe E | Abschlusstabelle Gruppe E | Abschlusstabelle Gruppe E | Abschlusstabelle Gruppe E | Abschlusstabelle Gruppe E | Abschlusstabelle Gruppe E | Abschlusstabelle Gruppe E |
| Platz                     | Name                      | MP                        | Pkte                      | Aufn.                     | GD                        | BED                       | HS                        |                           |
| ------------------------- | ------------------------- | ------------------------- | ------------------------- | ------------------------- | ------------------------- | ------------------------- | ------------------------- | ------------------------- |
| 1                         | Lous Edelin               | 4:0                       | 400                       | 5                         | 80,00                     | 100,00                    | 198                       |                           |
| 2                         | Wim Maarsman              | 2:2                       | 200                       | 14                        | 14,28                     | 18,18                     | 77                        |                           |
| 3                         | Jean-Jacques Pernel       | 0:4                       | 69                        | 13                        | 5,30                      | –                         | 36                        |                           |

| Abschlusstabelle Gruppe F | Abschlusstabelle Gruppe F | Abschlusstabelle Gruppe F | Abschlusstabelle Gruppe F | Abschlusstabelle Gruppe F | Abschlusstabelle Gruppe F | Abschlusstabelle Gruppe F | Abschlusstabelle Gruppe F | Abschlusstabelle Gruppe F |
| Platz                     | Name                      | MP                        | Pkte                      | Aufn.                     | GD                        | BED                       | HS                        |                           |
| ------------------------- | ------------------------- | ------------------------- | ------------------------- | ------------------------- | ------------------------- | ------------------------- | ------------------------- | ------------------------- |
| 1                         | Ferdinand Polman          | 4:0                       | 400                       | 9                         | 44,44                     | 50,00                     | 144                       |                           |
| 2                         | Frans van Hoey            | 2:2                       | 277                       | 13                        | 21,30                     | 25,00                     | 76                        |                           |
| 3                         | Marc Daudignac            | 0:4                       | 190                       | 12                        | 15,83                     | –                         | 90                        |                           |

### Haupt-Qualifikation
| 1 | Dave Christiani | 4:0 | 500 | 8  | 062,50 | 62,50  | 192 |
| 2 | Marek Faus      | 2:2 | 357 | 15 | 23,80  | 022,72 | 85  |
| 3 | Axel Büscher    | 0:4 | 307 | 15 | 20,47  | –      | 45  |

| 1 | Louis Edelin       | 4:0 | 500 | 3 | 166,66 | 250,00 | 250 |
| 2 | Francisco Fortiana | 2:2 | 288 | 8 | 36,00  | 41,66  | 114 |
| 3 | Philippe Deraes    | 0:4 | 309 | 7 | 44,14  | –      | 183 |

| 1 | Brahim Djoubri | 3:1 | 500 | 11 | 45,45 | 62,50 | 226 |
| 2 | Carlos Tuset   | 2:2 | 365 | 14 | 26,07 | 25,00 | 69  |
| 3 | Freek Ottenhof | 1:3 | 367 | 17 | 21,58 | 35,71 | 92  |

| 1 | Ferdinand Polman    | 2:2 | 319 | 7  | 45,57 | 125,00 | 212 |
| 2 | Patrick Niessen     | 2:2 | 383 | 9  | 42,55 | 35,71  | 123 |
| 3 | Michel van Silfhout | 2:2 | 361 | 12 | 30,08 | 50,00  | 138 |

| 1 | Jérôme Galerne   | 4:0 | 500 | 12 | 41,66 | 50,00 | 206 |
| 2 | René Luysterburg | 2:2 | 322 | 10 | 32,20 | 83,33 | 141 |
| 3 | Peter Volleberg  | 0:4 | 83  | 8  | 10,37 | –     | 46  |

| 1 | John van der Stappen | 3:1 | 500 | 11 | 45,45 | 83,33 | 185 |
| 2 | Michael Hikl         | 2:2 | 500 | 7  | 71,42 | 83,33 | 123 |
| 3 | Ad Klijn             | 1:3 | 478 | 12 | 39,83 | 62,50 | 120 |

| 1 | Thomas Nockemann | 2:2 | 269 | 4 | 67,25 | 125,00 | 232 |
| 2 | Rafael Garcia    | 2:2 | 379 | 6 | 63,16 | 125,00 | 182 |
| 3 | Arnim Kahofer    | 2:2 | 266 | 6 | 44,33 | 62,50  | 129 |

## Hauptturnier

### Gruppenphase
| Abschlusstabelle Gruppe A | Abschlusstabelle Gruppe A | Abschlusstabelle Gruppe A | Abschlusstabelle Gruppe A | Abschlusstabelle Gruppe A | Abschlusstabelle Gruppe A | Abschlusstabelle Gruppe A | Abschlusstabelle Gruppe A |
| Platz                     | Name                      | MP                        | Pkt.                      | Aufn.                     | GD                        | BED                       | HS                        |
| ------------------------- | ------------------------- | ------------------------- | ------------------------- | ------------------------- | ------------------------- | ------------------------- | ------------------------- |
| 1                         | Louis Edelin              | 5:1                       | 900                       | 17                        | 52,94                     | 100,00                    | 203                       |
| 2                         | Brahim Djoubri            | 3:3                       | 672                       | 23                        | 29,21                     | 42,85                     | 161                       |
| 3                         | Michael Hikl              | 2:4                       | 698                       | 17                        | 41,05                     | 100,00                    | 189                       |
| 4                         | John van der Stappen      | 2:4                       | 645                       | 23                        | 28,04                     | 42,85                     | 122                       |

| Abschlusstabelle Gruppe B | Abschlusstabelle Gruppe B | Abschlusstabelle Gruppe B | Abschlusstabelle Gruppe B | Abschlusstabelle Gruppe B | Abschlusstabelle Gruppe B | Abschlusstabelle Gruppe B | Abschlusstabelle Gruppe B |
| Platz                     | Name                      | MP                        | Pkt.                      | Aufn.                     | GD                        | BED                       | HS                        |
| ------------------------- | ------------------------- | ------------------------- | ------------------------- | ------------------------- | ------------------------- | ------------------------- | ------------------------- |
| 1                         | Dave Christiani           | 6:0                       | 900                       | 20                        | 45,00                     | 100,00                    | 266                       |
| 2                         | Thomas Nockemann          | 4:2                       | 842                       | 20                        | 42,10                     | 75,00                     | 166                       |
| 3                         | Jérôme Galerne            | 2:4                       | 631                       | 24                        | 26,29                     | 33,33                     | 103                       |
| 4                         | Ferdinand Polman          | 0:6                       | 701                       | 22                        | 31,86                     | –                         | 153                       |

### KO-Phase
|  | Halbfinale       | Halbfinale | Halbfinale | Halbfinale | Halbfinale | Halbfinale |                |              | Finale | Finale | Finale | Finale | Finale | Finale |
|  |                  |            |            |            |            |            |                |              |        |        |        |        |        |        |
|  |                  | MP         | Pkte.      | Aufn.      | ED         | HS         |                |              |        |        |        |        |        |        |
|  |                  | MP         | Pkte.      | Aufn.      | ED         | HS         |                |              |        |        |        |        |        |        |
|  | Dave Christiani  | 0          | 256        | 6          | 42,66      | 183        |                |              |        |        |        |        |        |        |
|  | Dave Christiani  | 0          | 256        | 6          | 42,66      | 183        |                | MP           | Pkte.  | Aufn.  | ED     | HS     |        |        |
|  | Brahim Djoubri   | 2          | 300        | 6          | 50,00      | 158        |                | MP           | Pkte.  | Aufn.  | ED     | HS     |        |        |
|  | Brahim Djoubri   | 2          | 300        | 6          | 50,00      | 158        | Brahim Djoubri | 2            | 300    | 2      | 150,00 | 286    |        |        |
|  |                  | MP         | Pkte.      | Aufn.      | ED         | HS         | Brahim Djoubri | 2            | 300    | 2      | 150,00 | 286    |        |        |
|  |                  | MP         | Pkte.      | Aufn.      | ED         | HS         |                | Louis Edelin | 0      | 21     | 2      | 10,50  | 17     |        |
|  | Louis Edelin     | 2          | 300        | 3          | 100,00     | 298        |                | Louis Edelin | 0      | 21     | 2      | 10,50  | 17     |        |
|  | Louis Edelin     | 2          | 300        | 3          | 100,00     | 298        |                |              |        |        |        |        |        |        |
|  | Thomas Nockemann | 0          | 85         | 3          | 28,33      | 70         |                |              |        |        |        |        |        |        |
|  | Thomas Nockemann | 0          | 85         | 3          | 28,33      | 70         |                |              |        |        |        |        |        |        |

## Abschlusstabelle
| MP    | Match Points (Sieger = 2; Unentschieden = 1; Verlierer = 0) |
| Pkte. | Erzielte Karambolagen                                       |
| Aufn. | Benötigte Versuche                                          |
| GD    | Generaldurchschnitt                                         |
| BED   | Bester Einzeldurchschnitt eines Spielers                    |
| HS    | Höchstserie                                                 |
|       | Bester GD des Turniers                                      |
|       | Bester ED des Turniers                                      |
|       | Beste HS des Turniers                                       |
|       | 1. Platz (Gold)                                             |
|       | 2. Platz (Silber)                                           |
|       | 3. Platz (Bronze)                                           |

| Phase                                | Platz | Name                 | MP  | Pkt. | Aufn. | GD    | BED    | HS  |
| ------------------------------------ | ----- | -------------------- | --- | ---- | ----- | ----- | ------ | --- |
| Finale                               | 1     | Brahim Djoubri       | 7:3 | 1273 | 31    | 41,03 | 150,00 | 286 |
| Finale                               | 2     | Louis Edelin         | 7:3 | 1221 | 22    | 55,50 | 100,00 | 298 |
| Halb- finale                         | 3     | Dave Christiani      | 6:2 | 1156 | 26    | 44,46 | 100,00 | 266 |
| Halb- finale                         | 3     | Thomas Nockemann     | 4:4 | 929  | 23    | 40,30 | 75,00  | 166 |
| Gruppen- phase                       | 5     | Michael Hikl         | 2:4 | 698  | 17    | 41,05 | 100,00 | 189 |
| Gruppen- phase                       | 6     | Jérôme Galerne       | 2:4 | 631  | 24    | 26,29 | 33,33  | 103 |
| Gruppen- phase                       | 7     | John van der Stappen | 2:4 | 645  | 23    | 28,04 | 42,85  | 122 |
| Gruppen- phase                       | 8     | Ferdinand Polman     | 0:6 | 701  | 22    | 31,86 | –      | 153 |
| Turnierdurchschnitt: Endrunde: 38,56 |       |                      |     |      |       |       |        |     |